# Semana Internacional de Prevención de la Intoxicación por Plomo
La Semana Internacional de Prevención de la Intoxicación por Plomo se celebra anualmente en la tercera semana de octubre desde 2013,  fue proclamado por la Organización Mundial de la Salud (OMS) en colaboración con el Programa de las Naciones Unidas para el Medio Ambiente (PNUMA) en ese mismo año.

## Proclamación
La Semana Internacional de Prevención de la Intoxicación por Plomo fue establecida en 2013 como una iniciativa conjunta de la Organización Mundial de la Salud (OMS) y la Alianza Global para Eliminar el Uso de Plomo en la Pintura, liderada por el Programa de las Naciones Unidas para el Medio Ambiente (PNUMA) y con apoyo de la Agencia de Protección Ambiental de los Estados Unidos (EPA). Esta semana de acción tiene como objetivo principal reducir los peligros de la exposición al plomo, especialmente en la infancia, promoviendo políticas de eliminación de plomo en productos como la pintura. Con la proclamación, se busca visibilizar los riesgos asociados a la exposición al plomo y motivar a los gobiernos, la industria y la sociedad civil a establecer o fortalecer medidas para erradicar la contaminación por plomo, creando conciencia sobre sus efectos dañinos especialmente en el desarrollo y la salud infantil.
Es relevante señalar que esta semana internacional tiene antecedentes en la Semana Nacional de Prevención de la Intoxicación por Plomo (NLPPW), que se celebra anualmente en Estados Unidos desde 1999, impulsada por la EPA, junto con el Departamento de Vivienda y Desarrollo Urbano (HUD) y los Centros para el Control y la Prevención de Enfermedades (CDC). Mientras la NLPPW se centra en la prevención del envenenamiento por plomo en hogares y comunidades dentro de EE. UU., la Semana Internacional tiene un alcance global, movilizando a países para implementar leyes que prohíban el uso de plomo en pinturas y otros productos.

## Celebración
Esta semana se celebra en la tercera semana de octubre. Desde su primera celebración en 2013, cada año la campaña se enfoca en temas específicos. Durante la semana, se llevan a cabo talleres de educación, jornadas de salud pública y campañas de sensibilización que resaltan las leyes exitosas contra el uso de plomo en gasolina y pinturas. La OMS y el PNUMA proporcionan materiales y orientaciones técnicas para ayudar a los organizadores de eventos a fortalecer los mensajes de prevención, registrando y promoviendo actividades que destaquen las acciones necesarias para proteger la salud infantil.

## Temas
- 2013: Lead-Free Kids for a Healthy Future,[5][10] (‘Niños sin plomo para un futuro saludable’)
- 2014-17: Sin tema[11][12][13][14]
- 2018: Eliminating Lead paint,[15] (‘Eliminar la pintura con plomo’)
- 2019: Ban Lead Paint,[16] (‘Prohibir la pintura con plomo’)
- 2020: Accelerate the global phase out of lead paint,[17] (‘Acelerar la eliminación mundial de la pintura con plomo’)
- 2021: Working together for a world without lead paint,[18] (‘Trabajando juntos por un mundo sin pintura con plomo’)
- 2022: Say no to lead poisoning,[19] (‘Dile no a la intoxicación por plomo’)
- 2023: End Childhood Lead Poisoning,[20] (‘Acabar con la intoxicación infantil por plomo’)
- 2024: Bright futures begin lead free,[21] (‘Futuros brillantes comienzan libres de plomo’)